# Vietnam i olympiska spelen
Vietnam har varit med och tävlat vid olympiska spelen sedan olympiska sommarspelen 1952 i Helsingfors. Efter delningen av Vietnam 1955 var det Sydvietnam som tävlade i de olympiska spelen under namnet Vietnam. Efter återföreningen efter Vietnamkriget tävlar det enade Vietnam vid de olympiska spelen. Vietnam/Sydvietnam har varit med i samtliga sommarspel, med undantag för 1976 och 1984. Vietnam har aldrig ställt upp i vinterspelen.

## Medaljer
| Guld | Silver | Brons | Totalt antal medaljer |
| ---- | ------ | ----- | --------------------- |
| 0    | 2      | 0     | 2                     |

### Medaljer efter sommarspel
| Spel                                    | Guld        | Silver      | Brons       | Totalt      |
| Helsingfors 1952                        | 0           | 0           | 0           | 0           |
| Melbourne 1956 (ryttarspel i Stockholm) | 0           | 0           | 0           | 0           |
| Rom 1960                                | 0           | 0           | 0           | 0           |
| Tokyo 1964                              | 0           | 0           | 0           | 0           |
| Mexico City 1968                        | 0           | 0           | 0           | 0           |
| München 1972                            | 0           | 0           | 0           | 0           |
| Montréal 1976                           | Deltog inte | Deltog inte | Deltog inte | Deltog inte |
| Moskva 1980                             | 0           | 0           | 0           | 0           |
| Los Angeles 1984                        | Deltog inte | Deltog inte | Deltog inte | Deltog inte |
| Seoul 1988                              | 0           | 0           | 0           | 0           |
| Barcelona 1992                          | 0           | 0           | 0           | 0           |
| Atlanta 1996                            | 0           | 0           | 0           | 0           |
| Sydney 2000                             | 0           | 1           | 0           | 1           |
| Aten 2004                               | 0           | 0           | 0           | 0           |
| Peking 2008                             | 0           | 1           | 0           | 1           |
| Totalt                                  | 0           | 2           | 0           | 2           |

### Medaljer efter sporter
| Sport         | Guld | Silver | Brons | Totalt |
| Taekwondo     | 0    | 1      | 0     | 1      |
| Tyngdlyftning | 0    | 1      | 0     | 1      |
| Totalt        | 0    | 2      | 0     | 2      |